# Dionísio Cerqueira
Dionísio Cerqueira is een gemeente in de Braziliaanse deelstaat Santa Catarina. De gemeente telt 15.399 inwoners (schatting 2009).

## Aangrenzende gemeenten
De gemeente grenst aan Palma Sola, Guarujá do Sul, Princesa en Barracão (PR). 

### Landsgrens
En met als landsgrens aan de gemeente Bernardo de Irigoyen in het departement General Manuel Belgrano in de provincie Misiones met het buurland Argentinië.